# Скала (област Бургас)
Вижте пояснителната страница за други значения на Скала.
Скала е село в Югоизточна България. То се намира в община Сунгурларе, област Бургас.

## География
Село Скала се намира на 9 km от общинския център Сунгурларе и на 90 km от областния център Бургас. Разположено е в планински район.

## История
В миналото, независимо, че селото е било чисто българско, е носело турското име Каябаш, което означава „голяма скала, издигаща се над другите“. Преди селото от северната страна на пътя е Каябашкото езеро, което се подхранва от карстов извор. По западното му крайбрежие са открити останки от наколни жилища на праисторически хора. Тези останки са дали повод да възникне сред народа легенда за изчезнало старо село. Тя била записана и публикувана за пръв път през 1866 г. от възрожденеца Илия Блъсков чрез неговата „Изгубена Станка“. В 1872 г. пътешественикът Канец посетил селото и езерото. Между другото, той пише, че според преданието на мястото на езерото имало село с черква и че някога тук станала голяма катастрофа. В една нощ внезапно водата се издигнала и погълнала селото, нивите и лозята. В сегашното село, разположено по-ниско е останал от църквата на потъналото село само един камък с кръст. След това пътешественикът добавя, че никой не смеел да се засели при тази коварна вода, макар и да е пълна с риба.
Как е станала тази катастрофа е лесно обяснимо. Навярно, при някое силно земетресение земните пластове са били разместени, водата е изригнала нагоре и погълнала селото в своята бездна. Сметнали станалото за чудо, народът създал култ към тази вода и езерото е било обявено за свято.
През XII в. византийската дворцова летописка Анна Комнина, в своите хроники нарича езерото свято. Някога турците са го наричали „хисар гьол“ (крепостно блато). По време на Руско-Турската война през 1877-1878 г. топографите на руския Генерален щаб съставили подробна карта на цяла България и в нея езерото е означено „святото блато“, както народът го наричал.
Към края на юни 1884 г. проф. К. Иречек посещава селото и описва езерото. Той пише, че то има овална форма, от запад към изток - около 1200 крачки дълго. От южната страна било заобиколено от ниски, горе-плоски скали, над които водел съединителен път. На северния му бряг се издигала уединена скала. Върху нея намерил развалини от антична и средновековна крепост, издигната точно срещу южния вход на Върбишкия проход.
На юг близо до езерото се издига вр. Чуката (511 м). Тук има останки от друга древна крепост. Изгледът от върха на юг е по-ясен, отколкото на скалата. Добре се виждат Светиилийските и Манастирските възвишения, Сакар планина, р. Тунджа и Странджа планина. На югоизток като на длан се наблюдава Сунгурларска долина, част от Карнобатското поле и самия град, и подбалканския път за южна България...

## Население

### Етнически състав
Преброяване на населението през 2011 г.
Численост и дял на етническите групи според преброяването на населението през 2011 г.:
|                     | Численост |
| Общо                | 16        |
| Българи             | 16        |
| Турци               | -         |
| Цигани              | -         |
| Други               | -         |
| Не се самоопределят | -         |
| Неотговорили        | -         |